# Растовача (Плитвичка Језера)
Растовача је насељено мјесто у Лици, у општини Плитвичка Језера, Личко-сењска жупанија, Република Хрватска.

## Географија
Растовача је удаљена око 22 км сјеверно од Коренице.

## Историја
Растовача се од распада Југославије до августа 1995. године налазила у Републици Српској Крајини. До територијалне реорганизације у Хрватској насеље се налазило у саставу бивше велике општине Кореница.

## Становништво
Према попису из 1991. године, насеље Растовача је имала 115 становника. Према попису становништва из 2001. године, Растовача је имала 90 становника. Према попису становништва из 2011. године, насеље Растовача је имало 98 становника.
| Демографија | Демографија | Демографија |
| Година      | Становника  | Становника  |
| ----------- | ----------- | ----------- |
| 1948.       | 131         |             |
| 1953.       | 125         |             |
| 1961.       | 117         |             |
| 1971.       | 109         |             |
| 1981.       | 109         |             |
| 1991.       | 115         |             |
| 2001.       | 90          |             |
| 2011.       |             | 98          |